# Tuscumbia (Alabama)
Tuscumbia ist eine US-amerikanische Stadt in Alabama. Sie ist der Verwaltungssitz des Colbert County. Das U.S. Census Bureau hat bei der Volkszählung 2020 eine Einwohnerzahl von 9054 ermittelt. 
Tuscumbia ist bekannt als der Geburtsort der Schriftstellerin Helen Keller.

## Geographie
Es grenzt im Norden an die Stadt Sheffield und im Nordosten an die Stadt Muscle Shoals. Der Tennessee River liegt 1 Meile (1,6 km) im Nordwesten.

## Geschichte
Tuscumbia hatte seine Anfänge, als die Familie von Michael Dixon um 1816 ankam. Sie handelten mit Häuptling Tucumseh um das Tuscumbia-Tal und bauten ihr Haus am Kopf der großen Quelle. Aus diesen bescheidenen Behausungen entwickelte sich schnell ein Dorf, das als Big Spring Community"bekannt wurde. Die Männer der Gemeinschaft baten die staatliche Legislative, sie zur Stadt zu erheben. Die Stadt wurde 1820 als Ococoposa gegründet und ist eine der ältesten Städte Alabamas. Im Jahr 1821 wurde der Name in Big Spring und am 22. Dezember 1822 in Tuscumbia geändert, nach einem Häuptling der Chickasaw.
Obwohl Untiefen auf dem nahegelegenen Tennessee River den Fluss fast unpassierbar machten, ermöglichte eine 1820 fertiggestellte Bundesstraße der Gegend einen guten Zugang zu den Märkten. Tuscumbia wurde bald zum Zentrum der Landwirtschaft im nördlichen Alabama. 1832 wurde eine Eisenbahnlinie zur Stadt an der Tuscumbia, Courtland and Decatur Railroad fertiggestellt, und um 1850 war Tuscumbia ein wichtiger Eisenbahnknotenpunkt für den Zugverkehr im gesamten Süden.
Von 1826 bis in die 1860er Jahre war in Tuscumbia die Tuscumbia Female Academy, eine Frauenschule in Betrieb.
Während des Amerikanischen Bürgerkriegs machte der Eisenbahnknotenpunkt Tuscumbia zu einem Ziel der Unionsarmee, die die Eisenbahnwerkstätten und andere Teile der Stadt zerstörte. Der Bürgerkrieg führte zur dauerhaften Schließung der Tuscumbia Female Academy.
Tuscumbia wurde 1867 die Kreisstadt (County Seat) für Colbert County.

## Demografie
Nach einer Schätzung von 2019 leben in Tuscumbia 8461 Menschen. Die Bevölkerung teilt sich im selben Jahr auf in 62,8 % Weiße, 29,8 % Afroamerikaner, 1,3 % amerikanische Ureinwohner, 0,5 % Asiaten und 2,9 % mit zwei oder mehr Ethnizitäten. Hispanics oder Latinos aller Ethnien machten 3,9 % der Bevölkerung aus. Das mittlere Haushaltseinkommen lag bei 44.088 US-Dollar und die Armutsquote bei 17,3 %.

## Söhne und Töchter der Stadt
- James Deshler (1833–1863), General der Konföderierten
- Helen Keller (1880–1968), Schriftstellerin
- Heinie Manush (1901–1971), Baseballspieler
- Tommy Couch (* 1942), Musikproduzent, Songwriter, Toningenieur und Labelbetreiber